# تاچینی ۸۰۰۶
سیارک ۸۰۰۶ (به انگلیسی: 8006 Tacchini، نامگذاری:1988QU) هشت هزار و ششمین سیارک کشف شده‌است که در ۲۲ اوت ۱۹۸۸ کشف شد.
قدر مطلق سیارک برابر ۱۳٫۱۰ است.